# Эредиано
«Эредиа́но» (исп. Club Sport Herediano) — футбольный клуб из города Эредия, Коста-Рика, в настоящий момент выступает в Примере, сильнейшем дивизионе Коста-Рики.

## История
Клуб основан 12 июня 1921 года, и является одним из старейших в стране. Своё первое чемпионство команда завоевала в первый год своего существования. За свою историю клуб завоевал 26 чемпионских кубков, что является третьим по титулованности показателем в Коста-Рики. Клуб ни разу не покидал высший дивизион страны.
Основные цвета клуба жёлтый и красный.

## Достижения
- Чемпион Коста-Рики (27): 1921, 1922, 1924, 1927, 1930, 1931, 1932, 1933, 1935, 1937, 1947, 1948, 1951, 1955, 1961, 1978, 1979, 1981, 1985, 1987, 1992/93, Лет. 2012, Лет. 2013, Лет. 2015, Лет. 2017, 2018 Ап.

## Стадион
Домашние матчи проводит на стадионе Эладио Росабаль Кордеро, вмещающим 8700 зрителей. Стадион был построен в 1951 году и назван в честь одного из основателей клуба — коста-риканского футболиста Эладио Росабаля Кордеро.

## Текущий состав
| №  |                 | Поз. | Имя              | Год рождения |
| -- | --------------- | ---- | ---------------- | ------------ |
| 1  | Флаг Коста-Рики | Вр   | Леонель Морейра  | 1990         |
| 2  | Флаг Коста-Рики | Защ  | Рене Миранда     | 1996         |
| 3  | Флаг Коста-Рики | Защ  | Уильям Кирос     | 1994         |
| 4  | Флаг Коста-Рики | Защ  | Джамир Ордайн    | 1993         |
| 5  | Флаг Коста-Рики | ПЗ   | Эстебан Гранадос | 1985         |
| 7  | Флаг Коста-Рики | Нап  | Йендрик Руис     | 1987         |
| 8  | Флаг Коста-Рики | ПЗ   | Аллан Крус       | 1996         |
| 9  | Флаг Мексики    | Нап  | Омар Арельяно    | 1987         |
| 11 | Флаг Коста-Рики | ПЗ   | Хосе Санчес      | 1987         |
| 12 | Флаг Коста-Рики | ПЗ   | Рэндалл Асофейфа | 1984         |
| 14 | Флаг Коста-Рики | Нап  | Ронни Мора       | 1990         |
| 15 | Флаг Коста-Рики | Защ  | Хуниор Диас      | 1983         |
| 16 | Флаг Аргентины  | Нап  | Хонатан Хансен   | 1988         |
| 17 | Флаг Коста-Рики | ПЗ   | Джимми Марин     | 1997         |

| №  |                 | Поз. | Имя                 | Год рождения |
| -- | --------------- | ---- | ------------------- | ------------ |
| 19 | Флаг Коста-Рики | Нап  | Хайро Арриета       | 1983         |
| 20 | Флаг Коста-Рики | Вр   | Даниэль Камбронеро  | 1986         |
| 21 | Флаг Коста-Рики | Защ  | Пабло Саласар       | 1982         |
| 24 | Флаг Коста-Рики | ПЗ   | Диего Эстрада       | 1989         |
| 26 | Флаг Коста-Рики | Защ  | Леонардо Гонсалес   | 1980         |
| 27 | Флаг Мексики    | Нап  | Луис Анхель Ландин  | 1985         |
| 28 | Флаг Коста-Рики | Защ  | Эстебан Эспиноса    | 1997         |
| 29 | Флаг Коста-Рики | ПЗ   | Эстебан Рамирес     | 1987         |
| 42 | Флаг Коста-Рики | Защ  | Эйриль Саравия      | 1992         |
| 53 | Флаг Мексики    | Нап  | Адриан Марин        | 1994         |
| 66 | Флаг Коста-Рики | Защ  | Хуан Пабло Варгас   | 1995         |
| 77 | Флаг Коста-Рики | Нап  | Хосе Гильермо Ортис | 1992         |
| 99 | Флаг Коста-Рики | Защ  | Кейнер Браун        | 1991         |